# Komonice lékařská

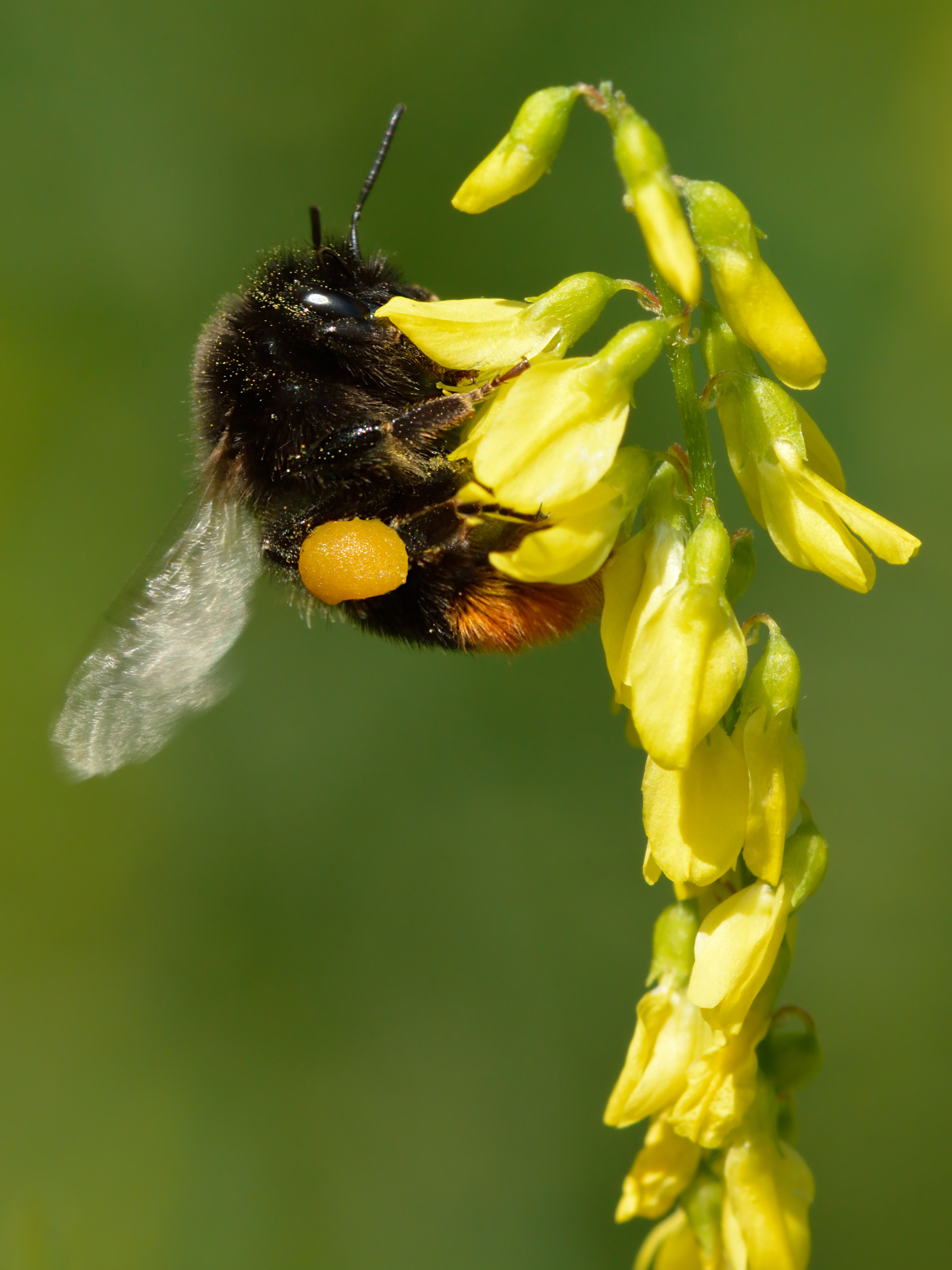

Komonice lékařská (komoň = kůň, pastva pro koně – odtud komonice; Melilotus officinalis) je dvouletá bylina dosahující výšky až 150 cm. Má vystoupavou lodyhu a dlouze řapíkaté trojčetné listy. Kvete drobnými žlutými květy typickými pro bobovité. Plodem je šedohnědý lusk s jedním až dvěma žlutozelenými nebo červenohnědými semeny. Kvete od června do září.

## Výskyt
Komonice roste na stráních, podél cest, na loukách, kamenitých místech, železničních náspech, apod. Daří se jí na suchých vápenitých půdách.

## Využití

### Léčebné využití
V obkladech a mastech lze použít proti vředům, otokům, artritidě, revmatismu a bolestem hlavy. Výtažek komonice se používal do rychlo obvazových náplastí. Čajem se vymývají rány a používá se i k protizánětlivému výplachu očí. Vnitřně užívaná působí příznivě proti bronchitidě, potížím s močením, střevním potížím, vysokému tlaku a nespavosti.

### Domácí využití
Sušená nať položená volně nebo v látkovém pytlíčku je prostředkem proti molům (i potravinovým).

### Údajné magické účinky
Zavěšuje se do auta nebo do stodoly pro ochranu domova.

## Účinné látky
Obsahuje kumarin (0,9 %) a melilotin (0,2 %). Dále pak purinové deriváty, allantoin, kyselinu allantoinovou a močovou. Kumarin a melilotin se z rostliny uvolní až po vysušení. Působí na hladké svaly, tlumí jejich činnost. Přítomnost kumarinu může při užívání ve vyšších dávkách zapříčinit bolesti hlavy, závratě, dávení, spavost a ochrnutí.